# Vasconcellea weberbaueri
Vasconcellea weberbaueri là một loài thực vật có hoa trong họ Caricaceae. Loài này được (Harms) V.M. Badillo mô tả khoa học đầu tiên năm 2000.